# Естонија на Европском првенству у атлетици на отвореном 1934.
Естонија је учествовала на 1. Европском првенству у атлетици на отвореном 1934. одржаном у Торинуу од 7. до 9. септембра. Репрезентацију Естоније представљало је седам атлетичара који су се такмичили у 10 дисциплина.
На овом пеценству представници Естоније су освојили 2 медаље (златну и бронзану). Пошто је ово било птво велико такмичење после олимпијских игара, атлетичари су већином били непознати, као и њихови лични рекорди, па је свима њима ЕАА најбољи резултат постигнут на овом Првенству 
евидентиран као лични рекорд.
У укупном пласману Естонија је са две освојене медље заузела 8. место, од 15 земаља које су освајале медаље односно 23 земље учеснице.
У табели успешности према броју и пласману такмичара који су учествовали у финалним такмичењима (првих 8 такмичара) Естонија је са 7 пласмана у финалу заузела 10. место са 24 бода, од 18 земаља које су имале представнике у филану, од укупно 23 земље учеснице.
| Пл. | Земља    | 1. место | 2. место | 3. место | 4. место | 5. место | 6. место | 7. место | 8. место | Бр. фин. | Бодови |
| --- | -------- | -------- | -------- | -------- | -------- | -------- | -------- | -------- | -------- | -------- | ------ |
| 10. | Естонија | 1 - 8    | 0 - 0    | 1 - 6    | 0 - 0    | 1 - 4    | 0 - 0    | 2 - 4    | 2 - 2    | 7        | 24     |

## Учесници
| Дисциплине трчања и ходања - Адемар Јирлау — 800 м, 1.500 м - Едуард Проем — 1.500 м, 5.000 м | Техничке дисциплине и вишебој - Евалд Арма — Скок мотком - Николај Китис — Скок удаљ - Арнолд Видинг Бацање кугле, Бацање диска - Којт Анама — Бацање кладива - Густав Суле — Бацање копља |  |

## Освајачи медаља

### Злато
- Арнолд Видинг — Бацање кугле

### Бронза
- Густав Суле — Бацање копља

## Резултати

### Мушкарци
| Атлетичар     | Дисциплина     | Лични рекорд | Квалификације  | Квалификације | Финале               | Финале   | Детаљи |
| Атлетичар     | Дисциплина     | Лични рекорд | Резултат       | Место         | Резултат             | Место    | Детаљи |
| ------------- | -------------- | ------------ | -------------- | ------------- | -------------------- | -------- | ------ |
| Адемар Јирлау | 800 м          |              | 1:59,2 ЛР      | 4. у гр. 1    | Није се квалификовао | 12 / 12  | [ 3 ]  |
| Адемар Јирлау | 1.500 м        |              | 4:04,8 ЛР      | 4. у гр. 1 КВ | 4:05,8               | 8 /14    | [ 3 ]  |
| Едуард Проем  | 1.500 м        |              | 4:04,8 ЛР      | 6. у гр. 2    | Није се квалификовао | 13 /14   | [ 3 ]  |
| Едуард Проем  | 5.000 м        |              |                |               | 15:35,0 ЛР           | 8 / 13   | [ 3 ]  |
| Евалд Арма    | скок мотком    |              | 3,60           | = 1.          | 3,80 НР              | =7 / 11  | [ 3 ]  |
| Николај Китис | скок удаљ      |              |                |               | 6,71 ЛРС             | 11. / 15 | [ 3 ]  |
| Арнолд Видинг | бацање кугле   |              | 15,19 РЕП, ЛРС |               | [ 3 ]                |          |        |
| Арнолд Видинг | бацање диска   |              | 45,51 ЛРС      | 5. / 18       | [ 3 ]                |          |        |
| Којт Анама    | бацање кладива |              | 42,50 ЛРС      | 7. / 11       | [ 3 ]                |          |        |
| Густав Суле   | бацање копља   |              | 69,31 ЛРС      |               | [ 3 ]                |          |        |

## Скорашње везе
- Комплетни резултати ЕП 1934 на сајту ЕАА